# جنيفر أزي
جنيفر أزي (بالإنجليزية: Jennifer Azzi) مواليد 31 أغسطس 1968 في أوك ريدج، هي لاعبة كرة سلة أمريكية معتزلة تحولت إلى التدريب بعد الاعتزال بدأت مسيرتها الاحترافية في سنة 1990. تم اختيارها من قبل فريق ديترويت شوك خلال الدرافت. يبلغ طولها 5 قدم 8 بوصة (1.7 م). شاركت في دورة الألعاب الأولمبية الصيفية سنة 1996. اعتزلت اللعب في 2003.

## الميداليات
| الميدالية | المسابقة                           |
| --------- | ---------------------------------- |
| ذهبية     | الألعاب الأولمبية الصيفية 1996     |
| ذهبية     | كأس العالم لكرة السلة للسيدات 1990 |
| برونزية   | دورة الألعاب الأمريكية 1991        |

## روابط خارجية
- جنيفر أزي على موقع الاتحاد الدولي لكرة السلة (الإنجليزية)
- جنيفر أزي على موقع الاتحاد الوطني لكرة السلة النسائية (الإنجليزية)
- جنيفر أزي على موقع كلية كرة السلة في سبورتس رفرنس.كوم (الإنجليزية)
- جنيفر أزي على موقع بروبوليرز (الإنجليزية)
- جنيفر أزي على موقع قاعة مشاهير كرة السلة للسيدات (الإنجليزية)
- جنيفر أزي على موقع سبورتس رفرنس (الإنجليزية)
- جنيفر أزي على موقع كلية كرة السلة في سبورتس رفرنس.كوم (الإنجليزية)
- جنيفر أزي على موقع سبورتس رفرنس (الإنجليزية)
- جنيفر أزي على موقع أوليمبيديا (الإنجليزية)